# Brandie Wilkerson
Pour les articles homonymes, voir Wilkerson.
Brandie Wilkerson, née le 1er juillet 1992 à Lausanne en Suisse, est une joueuse de volleyball de plage canadienne. Avec sa coéquipière Heather Bansley, elle atteint le premier rang mondial de la Fédération internationale de volley-ball en novembre 2018.
Aux Jeux olympiques d'été de 2024, elle remporte la médaille d'argent avec Melissa Humana-Paredes.

## Vie personnelle
Elle déménage au Canada à l'âge de 7 ans. En regardant les équipes canadiennes de beach-volley aux Jeux olympiques d'été de Londres de 2012, elle prend intérêt au volleyball. Brandie a commencé à jouer au volleyball à l'âge de 17 ans. 
Elle a obtenu un baccalauréat en arts et communications à l'Université York en 2015. 
Son père Herb Johnson Wilkerson, un américain, a été repêché par les Cavaliers de Cleveland dans la NBA. Il a également joué pour des équipes professionnelles au Japon et en Suisse. Sa mère Stéphanie Vuilleumier est une coureuse de fond ayant complété plusieurs épreuves Ironman. 